# 1723 en santé et médecine
| Années de la santé et de la médecine : 1720 - 1721 - 1722 - 1723 - 1724 - 1725 - 1726    |
| Décennies de la santé et de la médecine : 1690 - 1700 - 1710 - 1720 - 1730 - 1740 - 1750 |

Cet article présente les faits marquants de l'année 1723 en santé et médecine.

## Événements
- La fièvre jaune est signalée à Lisbonne, pour la première fois en Europe[1].

## Publications
- Le médecin anglais James Jurin publie ses premiers résultats d’épidémiologie sur les bénéfices de la variolisation dans une série d’articles intitulés « An Account of the Success of Inoculating the Small-Pox »[2].

## Naissances
- 15 juin (baptême) : Giovanni Antonio Scopoli (mort en 1788), médecin, entomologiste et naturaliste italien[3].
- 23 août : Gabriel François Venel (mort en 1775), médecin, pharmacien et chimiste français[4].

## Décès
- 26 août : mort du drapier Antoni van Leeuwenhoek (né en 1632), pionnier néerlandais de l’utilisation du microscope[5].